# Jakub Galvas
Jakub Galvas, född 15 juni 1999, är en tjeckisk professionell ishockeyback som är kontrakterad till Chicago Blackhawks i National Hockey League (NHL) och spelar för Rockford Icehogs i American Hockey League (AHL).
Han har tidigare spelat för Mikkelin Jukurit i Liiga; HC Olomouc i Extraliga samt HC Dukla Jihlava i Chance Liga.
Galvas draftades av Chicago Blackhawks i femte rundan 2017 års draft som 150:e totalt.
Han är son till Lukáš Galvas, som själv spelade professionell ishockey i Tjeckien.

## Statistik
| 2016–2017        | HC Olomouc         | Extraliga        | 36  | 1  | 5  | 6  | 14 | —  | — | — | — | — |
|                  | HC Dukla Jihlava   | CL               | —   | —  | —  | —  | —  | 1  | 0 | 1 | 1 | 0 |
| 2017–2018        | HC Olomouc         | Extraliga        | 42  | 2  | 11 | 13 | 10 | 9  | 1 | 4 | 5 | 2 |
| 2018–2019        | HC Olomouc         | Extraliga        | 40  | 4  | 13 | 17 | 12 | 7  | 1 | 0 | 1 | 0 |
| 2019–2020        | Mikkelin Jukurit   | Liiga            | 35  | 13 | 8  | 21 | 37 | —  | — | — | — | — |
| 2020–2021        | Mikkelin Jukurit   | Liiga            | 22  | 12 | 13 | 25 | 30 | —  | — | — | — | — |
| 2021–2022        | Chicago Blackhawks | NHL              | 1   | 0  | 0  | 0  | 0  | —  | — | — | — | — |
|                  | Rockford Icehogs   | AHL              | 20  | 1  | 5  | 6  | 6  | —  | — | — | — | — |
| NHL totalt       | NHL totalt         | NHL totalt       | 1   | 0  | 0  | 0  | 0  | —  | — | — | — | — |
| Liiga totalt     | Liiga totalt       | Liiga totalt     | 90  | 4  | 22 | 26 | 36 | —  | — | — | — | — |
| Extraliga totalt | Extraliga totalt   | Extraliga totalt | 118 | 7  | 29 | 36 | 36 | 16 | 2 | 4 | 6 | 2 |

### Internationellt
| Källa: Uppdaterad: 2022-01-12 | Källa: Uppdaterad: 2022-01-12 | Källa: Uppdaterad: 2022-01-12 |         | Utv = Utvisningsminuter | Utv = Utvisningsminuter | Utv = Utvisningsminuter | Utv = Utvisningsminuter | Utv = Utvisningsminuter |
| År                            | Lag                           | Mästerskap                    | Matcher | Mål                     | Assists                 | Poäng                   | Utv                     |                         |
| ----------------------------- | ----------------------------- | ----------------------------- | ------- | ----------------------- | ----------------------- | ----------------------- | ----------------------- | ----------------------- |
| 2016                          | Tjeckien                      | Ivan Hlinka                   | 5       | 2                       | 3                       | 5                       | 2                       |                         |
| 2017                          | Tjeckien                      | U18-VM                        | 2       | 0                       | 1                       | 1                       | 0                       |                         |
| 2018                          | Tjeckien                      | JVM                           | 7       | 0                       | 2                       | 2                       | 4                       |                         |
| 2019                          | Tjeckien                      | JVM                           | 5       | 0                       | 1                       | 1                       | 2                       |                         |
| Junior totalt                 | Junior totalt                 | Junior totalt                 | 19      | 2                       | 7                       | 9                       | 8                       |                         |